# 愉翠苑公共運輸交匯處
愉翠苑公共運輸交匯處（英文：Yu Chui Court Public Transport Interchange）是新界沙田區的一個公共運輸交匯處，鄰近港鐵第一城站，於2001年8月10日啟用。交匯處亦是7條巴士路線的總站，位於愉翠商場地下。

## 歷史
- 2001年11月11日：愉翠苑公共運輸交匯處落成啟用，九巴73A、80K、82P、85A及龍運A41線的總站由圓洲角巴士總站遷往此總站。
- 2001年11月19日：九巴及城巴聯營的182線由沙田第一城巴士總站遷往此總站。
- 2001年12月17日：九巴及城巴聯營的N182線投入服務。
- 2002年3月18日：九巴及城巴聯營的182P線投入服務。
- 2003年2月1日：九巴N48線投入服務，本路線袛在農曆新年前夕行駛。
- 2003年2月18日：N182線總站由此站延長至廣源巴士總站。[1]
- 2003年6月15日：專線小巴811線總站由圓洲角遷往此總站。同日，專線小巴811A線投入服務。
- 2005年12月4日：龍運X41線投入服務，本路線袛在亞洲國際博覽館舉行大型活動時，於散場後提供服務由機場博覽館單向開往此總站。
- 2012年8月27日：九巴及城巴聯營的982X線投入服務，改經青沙公路及西區海底隧道於平日早上繁忙時間單向開往港島，以取代182P線 (182P是182線的早晨特快班次、不同的是由此總站開出後，便直接取道經銀城街及沙田圍路駛入沙角街，不經沙田第一城、富豪花園及麗豪酒店（大涌橋路），並取道窩打老道天橋，袛於平日早上開出兩班)。
- 2013年8月24日：85A線沙田區總站由此總站延長至廣源巴士總站，以取代同日取消的82M線。
- 2018年11月5日：982X線增設4班由金鐘（東）開出返回此總站的下午繁忙時間回程服務，服務時間為17:50至18:20。
- 2019年1月21日：82P下午班次改為由鑽石山站單向前往碩門邨，不再經黃大仙及新蒲崗，並不再駛入本總站，而改停本總站外面牛皮沙街的「愉翠苑」巴士站。[2]
- 2019年4月4日：龍運X41線取消服務。
- 2023年12月3日：龍運A41線沙田總站由此總站延長至碩門邨，並改經大圍及青沙公路，取消由黃泥頭開出之特別班次，來回方向不再駛入本總站，而改停牛皮沙街的「愉翠苑」巴士站。[3][4]
- 2024年10月28日：82K線由圓洲角巴士總站延長至此總站。[5]

## 總站路線資料（巴士）

### 九龍巴士73A線
- 粉嶺（華明） ↔ 沙田（愉翠苑）

### 九龍巴士80K線
- 新翠 ↔ 愉翠苑

### 九龍巴士82K線
- 美田 ↔ 愉翠苑

### 九龍巴士N48線
- 愉翠苑 → 灣景花園

### 過海隧道巴士182、182X線
- 182：中環（港澳碼頭） ↔  沙田（愉翠苑）
- 182X：中環（港澳碼頭） → 沙田（愉翠苑）

### 過海隧道巴士982X線
- 沙田（愉翠苑） → 灣仔（菲林明道）（上午繁忙時間班次）
金鐘（東） → 沙田（愉翠苑）（下午繁忙時間班次）

## 總站路線資料（專線小巴）

### 新界區專線小巴811線
- 穗禾苑 ↔ 愉翠苑

## 愉翠苑過往路線（全部已取消）
- 九龍巴士82M線
- 九龍巴士82P線
- 九龍巴士83P線
- 九龍巴士286P線
- 過海隧道巴士182P線
- 龍運巴士X41線